# Медведь (журнал)
«Медведь» — шестой мужской журнал в России. Создан через 4 года после выхода Первого русского журнала для мужчин «Андрей», стартовый номер которого, появился в ларьках по всей стране (включая бывшие союзные республики) в марте 1991 года, а также после появления на российском рынке русских редакций западных мужских журналов «MenOnly» , «Penthouse», «Playboy», «Hustler».
«Медведь» был основан Владиславом Листьевым[1] в 1995 году. В печатном виде он выходил с июня 1995 по 2011 годы. В отличие от других мужских журналов на российском рынке «Медведь» не публиковал эротические фотографии, не имел рубрику "красавица. девушка, подружка месяца" и не размещал фотографии девушек на обложках, являясь, по признанию своих создателей, последователем американского журнала «Esquire», но при этом ориентируясь, в первую очередь, на представителей соответствующей субкультуры.

## История
Первым главным редактором был Игорь Мальцев. Его сменил бывший журналист «Коммерсанта» Александр Воробьев. Позднее — зам.главного редактора «Известий» Станислав Юшкин. Издателем журнала был Игорь Свинаренко. В разные годы владельцами журнала были вице-премьер РФ Альфред Кох и основатель группы «Белый орел» Владимир Жечков.
В августе 2008 года Альфред Кох продал журнал издательскому дому Forward Media Group, принадлежащему Олегу Дерипаске.
В июле 2011 года издание бумажной версии журнала было прекращено. Сайт журнала окончательно прекратил работу в 2023 году.